# 정태영 (1932년)
정태영(1932년 10월 22일~2018년 6월 18일)은 대한민국의 정치인이다. 제14대 국회의원을 지냈다.

## 역대 선거 결과
|  | 30.20% |

|  | 35.58% |

|  | 16.2% |